# Palaja
Palaja là một xã của Pháp, nằm ở tỉnh Aude trong vùng Occitanie.
Người dân địa phương trong tiếng Pháp gọi là Palajanais.
Xã này thuộc vùng đô thị Carcassonne cự ly 6 km so với Carcassonne.
Các xã giáp ranh:Cazilhac, Cavanac et Leuc.

## Hành chính
| Danh sách các xã trưởng                |                  |                  |      |         |
| Giai đoạn                              | Giai đoạn        | Tên              | Đảng | Tư cách |
| tháng 3 năm 2001                       | tháng 3 năm 2014 | Alain Casellas   | PS   |         |
| 1964                                   | tháng 3 năm 1995 | Clément Millagou |      |         |
| Tất cả các dữ liệu trước đây không rõ. |                  |                  |      |         |

## Thông tin nhân khẩu
| Năm    | 1962 | 1968 | 1975 | 1982  | 1990  | 1999  | 2006  | 2007  |
| ------ | ---- | ---- | ---- | ----- | ----- | ----- | ----- | ----- |
| Dân số | 250  | 269  | 585  | 1 017 | 1 503 | 1 851 | 2 128 | 2 234 |